# خين أهاروني

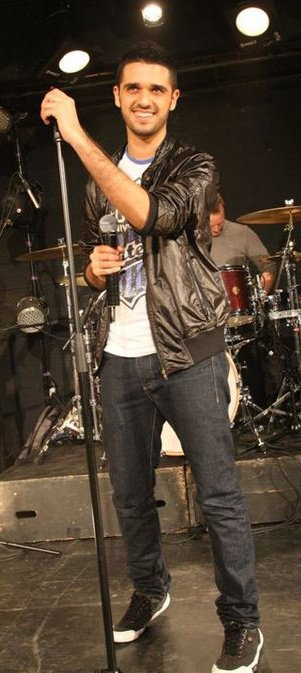
خين أهاروني

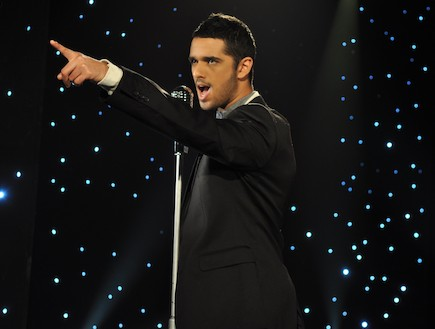
خين أهاروني خلال مسابقة كدام أوروفيجن

خين أهاروني (بالعبرية חן אהרוני وبالإنجليزية Chen Aharoni) ويلفظ أيضا هين أهاروني وأحيانا بالإنجليزية تشين أهاروني مغني إسرائيلي، يؤدي بالعبرية والإنجليزية.
ولد أهاروني في 12 أبريل/نيسان 1990 في حولون، إسرائيل وشارك عام 2007 في الموسم الخامس من برنامج الهواة الموسيقي «كوخاف نولاد» (Kokhav Nolad) وهي النسخة الإسرائيلية لبرنامج الأيدول، وحلّ رابعا. وقّع عقدا مع شركة الإسطوانات NMC Music لإصدار ألبوم وقدّم برنامجا موسيقيا على قناة Music 24 الإسرائيلية المتخصصة بموسيقى الشباب لفترة سنتين.
عام 2009 أصدر ألبومه الأول بعنوان Chen Aharoni تبعه بألبوم ثان بعنوان Nosea Rahok عام 2011.
عام 2011 شارك في Kdam Eurovision مقدما أغنية "Or" لتمثيل إسرائيل في مسابقة يوروفيجن للأغاني، إلا أنه لم يحالفه الحظ وتم اختيار دانا إنترناشيونال لتمثيل إسرائيل في المسابقة الدولية. كما شارك خين أهاروني في النسخة البريطانية من برنامج الهواة ذا إكس فاكتور ولكن استبعد قبل مرحلة "judges' houses" (آخر 24 متسابق).
لديه أغاني مشهورة جدا في إسرائيل أهمهما Neshima غناها بمرافقة إستي غينزبورغ وأغنية "Kol ma SheRatziti" ومن مسرحة الروك «مامي» بالأغنية الرئيسية "Mami".
عامي 2013 و2014 قرر التوجة إلى الأغنيات الإنجليزية محاولا النجاح في الأسواق الأوروبية.

## الألبومات
- 2010: Chen Aharoni (חן אהרוני)
- 2012: Nosea Rahok (נוסע רחוק)

## السينغلز
- 2009 – "Ba'Rehov"
- 2010 – "Neshima"
- 2010 – "Boee boee"
- 2010 – "LaAvor Et HaPahad"
- 2010 – "Kol ma SheRatziti"
- 2011 – "Or"
- 2011 – "Holech Le'sham"
- 2011 – "Mami"
- 2011 – "Nosea Rahok"
- 2012 – "Masheu Haser"
- 2012 – "5 Dakot"
- 2013 – "Crazy"
- 2014 – "Love Suicide"